# Моор, Пётр Семёнович
Пётр Семёнович Моор — советский хозяйственный, государственный и политический деятель.

## Биография
Родился в 1934 году в селе Алексеевка. Член КПСС.
С 1955 года — на хозяйственной, общественной и политической работе. В 1955—1994 гг. — главный агроном, председатель колхоза «Россия» Благоварского района Башкирской АССР, директор АО «Россия» Благоварского района Башкирии, руководитель Саксонского контактного бюро экономического сотрудничества по РФ в Уфе.
Избирался народным депутатом России.
Умер в Касселе в 2014 году.